# Contea di Hocking
La contea di Hocking ( in inglese Hocking County ) è una contea dello Stato dell'Ohio, negli Stati Uniti. La popolazione al censimento del 2000 era di 28 241 abitanti. Il capoluogo di contea è Logan.